# Provinciale weg 295
De provinciale weg 295 of Greenportlane (N295) is een provinciale weg in de Nederlandse provincie Limburg en is vijf slechts kilometer lang. De weg vormt een verbinding tussen de A73 bij Venlo naar Blerick voor een ontsluiting met de A67. Ter hoogte van het industrieterrein Trade Port West heeft de weg een aansluiting op de N556 (Eindhovenseweg). De verkeersader ontsluit het industriegebied Klavertje 4.
De weg is deels uitgevoerd als tweestrooks-gebiedsontsluitingsweg met een maximumsnelheid van 80 km/h. De naam Greenportlane verwijst naar Greenport Venlo, het industriegebied dat de weg ontsluit.
De N276 tussen Sittard en Roermond werd voorheen ook N295 genoemd. Deze weg werd in 2005 omgenummerd.

## Fases
De weg is in drie fases gebouwd en is op 11 oktober 2013 opgeleverd:
- Fase 1: Oostelijk deel voor een aansluiting van de A73 met het Floriade-terrein (gereed april 2012).
- Fase 2: Westelijk deel; aansluiting van de N295 met de N556 (Eindhovenseweg).
- Fase 3: Middelste deel (2x2 stroken)

## Kunstwerken - viaducten
Voor de weg zijn een aantal kunstwerken ontwikkeld op basis van de Cradle to Cradle principes. Onder de kunstwerken bevinden zich een drietal autoviaducten, een spoorviaduct, een fietsviaduct, en een ecoduct. Kenmerkend aan deze familie van viaducten zijn de natuurlijke taludverhardingen, houten leuningen met groene led-verlichting en haar integratie in het landschap.

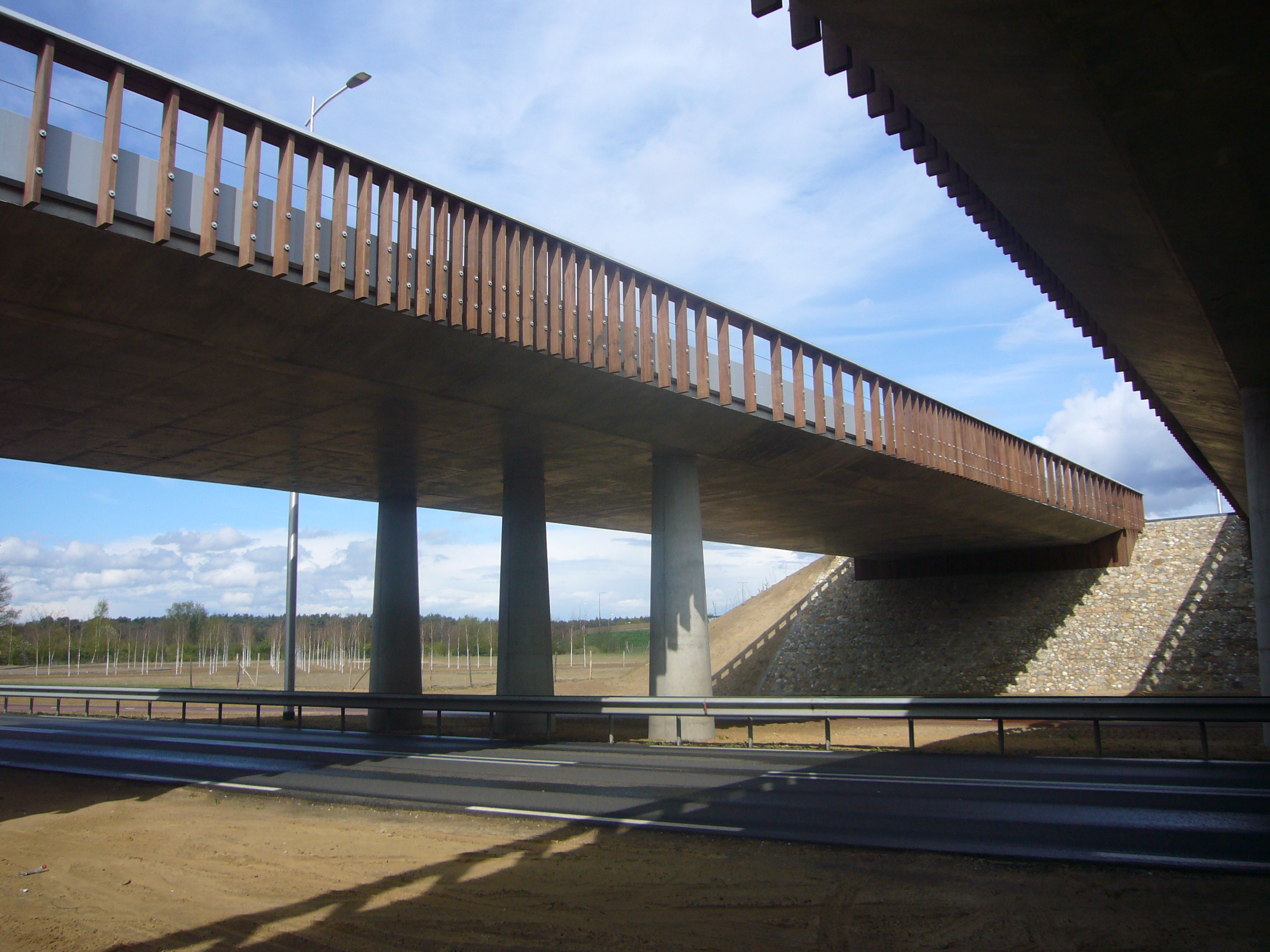
Kenmerkend is het houten hekwerk en natuurlijke taludverharding
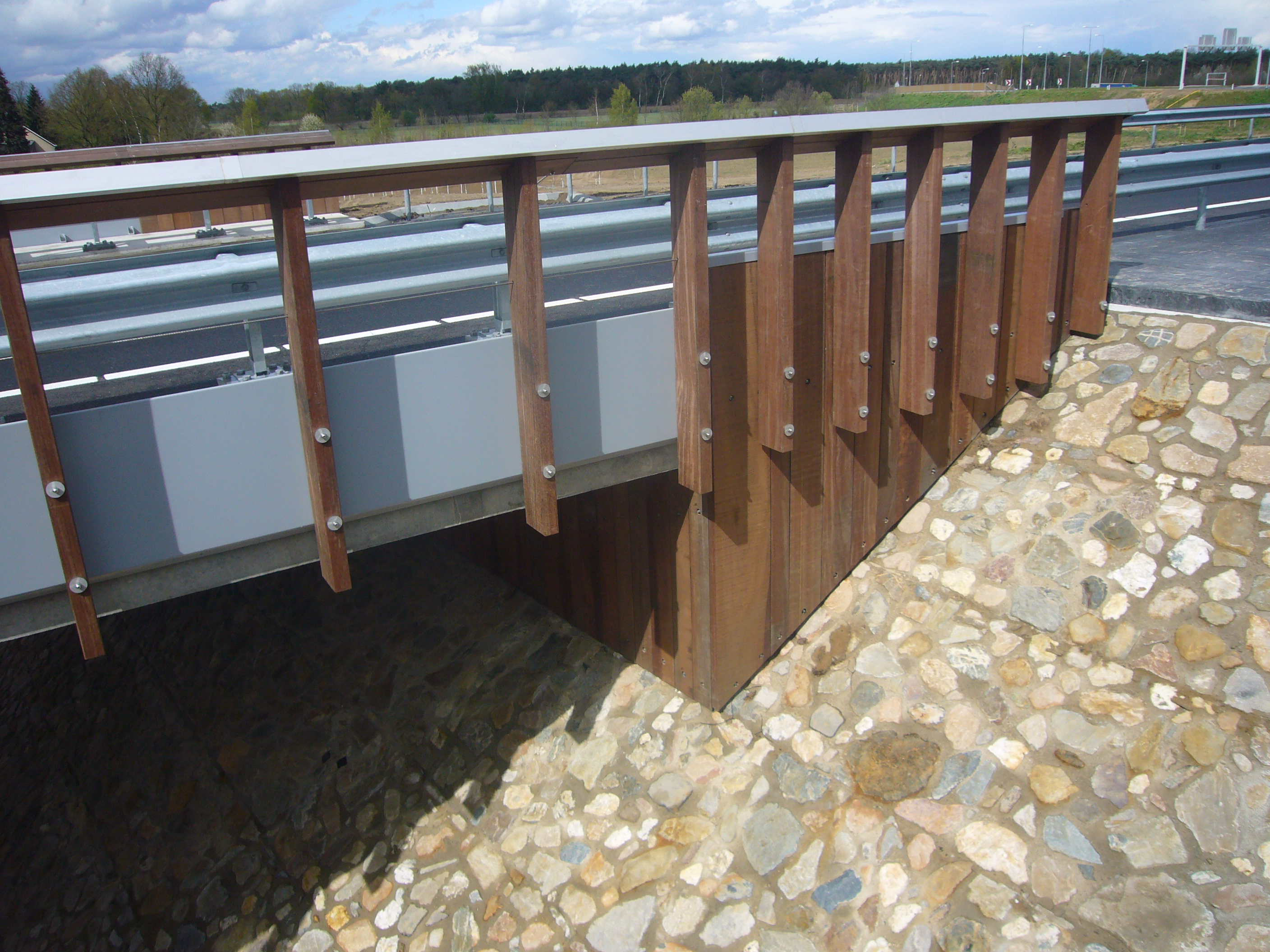
Detailfoto van een van de landhoofden